# Vegetariska världsdagen
Vegetariska världsdagen är ett internationellt arrangemang och temadag som äger rum 1 oktober varje år. I Sverige arrangeras dagen av Svenska Vegetariska Föreningen, Riksförbundet hälsofrämjandet och Veganföreningen i Sverige. Den första världsdagen inleddes 1977 av North American Vegetarian Society, Navs. Fördelarna med en vegetarisk livsstil ansågs ge djuren ett bättre etiskt liv. Dessutom ledde till det andra miljömässiga och hälsomässiga fördelar.